# بزرگراه میان‌ایالتی ۷۷
بزرگراه میان ایالتی ۷۷ (به انگلیسی: Interstate-77، مخفف:I-77) یکی از بزرگراه‌های میان ایالتی آمریکاست. که مسیر شمالی-جنوبی داشته و زیرمجموعه دارد.